# Grand Prix van Interlagos 1948
De Grand Prix van Interlagos 1948 was een autorace die werd gehouden op 21 maart 1948 op het circuit Interlagos in de Braziliaanse stad São Paulo.

## Uitslag
| Positie | Rijder                | Team       | Ronden | Tijd/Opgave |
| ------- | --------------------- | ---------- | ------ | ----------- |
| 1       | Chico Landi           | Alfa Romeo | 25     | 1:38:59.0   |
| 2       | "Raph"                | Alfa Romeo | 24     | +1 ronde    |
| 3       | Benedicto Campos      | Maserati   | 24     | +1 ronde    |
| 4       | Italo Bizio           | Maserati   | 23     | +2 ronden   |
| 5       | Andres Fernández      | Maserati   | 22     | +3 ronden   |
| NF      | Achille Varzi         | Alfa Romeo |        |             |
| NF      | Carlo Maria Pintacuda | Maserati   |        |             |
| NF      | Gabriele Besana       | Ferrari    |        |             |